# Eスポーツ

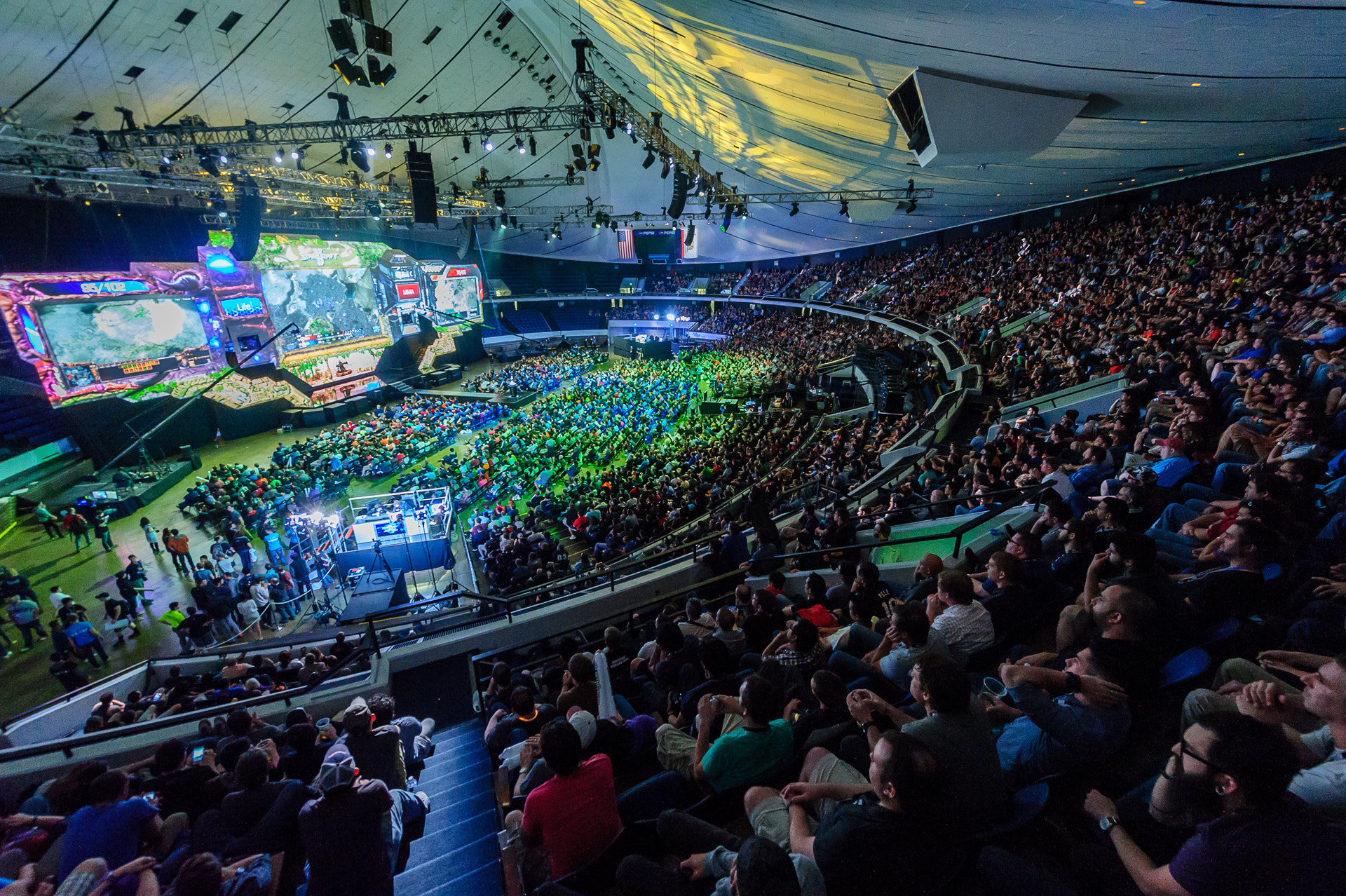
『スタークラフト2』のeスポーツ競技を見る観客たち

eスポーツ（イースポーツ、英: esports）は、コンピュータゲーム（ビデオゲーム）をチェスや将棋のように競技として捉え、プレーヤー（の個人やグループ）同士の対戦を行うことである。エレクトロニック・スポーツ (electronic sports) の略称。
この用語は2000年、韓国の文化体育観光部長官が、KeSPA（Korea e-Sports Association）設立の際に造語したものである。略称の表記法としては、アメリカの通信社の統一表記は、文中では、小文字で始まるesportsとすでに定められ、文頭（文の一語目）の場合だけは大文字で始まるEsportsも可能。イギリスの辞書ではハイフンを入れた小文字のe-sport(s)で項目が立てられている。
日本の通信社・報道各社では現在、「eスポーツ」が標準的な表記である。日本のリファレンスでは、Sを大文字にするeSports、e-Sportsの表記も（まだ）記載されている。（ほとんど使われないが）漢字表記にする場合は「電子競技」（でんしきょうぎ）と表記される。→#表記ゆれ

## 概要
eスポーツは、200X年代なかば以降は、多くの場合、大手ゲーム開発企業によって組織され、マルチプレイヤーコンピュータゲームの競技大会として開催されており、選手個人同士または選手チーム同士で対戦し、多くの大会でアマチュアも参加できるが、勝ち抜いた者同士が戦う上位戦ではプロ選手（プロゲーマー）が活躍する。なおeスポーツは、競技会に参加してプレイするだけでなく、競技会でプロ選手が競い合う様子がストリーミング放送やテレビ放送され、視聴して楽しむ人々の数も増えている。
歴史
コンピューターゲームの競技大会は、かなり古くからコンピュータゲーム文化（en:Video game culture）の一部であったもので、200X年代前半までは主にアマチュアの間で行われていたものだが、200X年代後半に入るころに、大手企業が大きな賞金を提供して大規模な競技大会を開催されることが急増し、大会参加者の中にその賞金を得ることを生業とするプロゲーマーが現れたり、ライブストリーミング配信を通じた競技観戦が人気になった。2010年代になると、多くのコンピュータゲームの開発企業がトーナメントなどのイベントを積極的に企画し、開催資金を提供するようになり、eスポーツはコンピュータゲーム業界にとって重要な要素となった。
なお、eスポーツはLANパーティの中から生まれた、ともされる。
なお、欧米では1990年代後半から高額な賞金がかけられた世界規模の大会も一部で開催されてはいた、とされる。
→#歴史
競技に使われるゲームのジャンル、ゲームタイトル
競技として一般的に用いられるコンピュータゲームのジャンルは、マルチプレイヤーオンラインバトルアリーナ (MOBA) や、ファーストパーソン・シューティングゲーム (FPS)、対戦型格闘ゲーム、カードゲーム、バトルロイヤルゲーム、リアルタイムストラテジー (RTS) などがある。人気のある競技タイトルとしては、『League of Legends』や『オーバーウォッチ』、DotAシリーズ、カウンターストライクシリーズ、大乱闘スマッシュブラザーズシリーズ、スタークラフト、フォートナイト、エーペックスシリーズなどがある。→#競技に使用するゲーム
プレーヤー
世界のeスポーツのプレーヤーの数は、日本ｅスポーツエージェンシー代表による2013年の推計では「5500万人以上」とされた。
現在のプレーヤーにはアマチュアもプロゲーマーもいる。→#eスポーツとの関わり方
視聴者
2017年の調査では、eスポーツの世界の視聴者数は3億8,500万人以上いるとされている。YouTubeやTwitchを中心としたオンラインストリーミングプラットフォームの利用の高まりは、eスポーツ競技の成長とプロモーションの中心となっている。視聴率は男性が約85パーセント、女性が約15パーセントとなっており、18歳から34歳の視聴者が大半を占める。（視聴者の中には無論、プロとしてプレイしている女性ゲーマーもいる）。

### 表記ゆれ
「eスポーツ」の表記法は、英語表記に限定しても相当数の表記ゆれがあり問題が生じていた。メディア媒体により表記は異なり、「eSports」「e-sports」「Esports」など様々であった。そこで、2017年3月24日にアメリカのフロリダ州で開かれた2017 American Copy Editors Society conventionにおいて、AP通信が今後「esports」で統一することを発表した。ただし、文頭に（つまり文の最初の語として）配置する場合だけは「Esports」とも表記され、これらは「業界のトレンドや一般的な使用率の高さ」から決定づけられた。表記の取り決めについては、英語圏で広く使用される表記のスタイルガイド『APスタイルブック』にも記載され、メディアなどにおける表記の統一を促している。

## 歴史

### 1970年代 - 1980年代
最も古いと知られているコンピュータゲームの大会は、1972年10月19日にスタンフォード大学で開催された『スペースウォー!』の大会とされている。スタンフォードの学生たちは、洒落で「銀河間宇宙戦争オリンピック (Intergalactic spacewar olympics)」と命名された大会に招待され、大賞として用意された雑誌『ローリング・ストーン』の1年分の購読料をかけて、競い合った。Bruce Baumgartが5人制フリーフォーオールで優勝し、Slim TovarとRobert E. Maasがチーム戦で優勝した。
大勢の人々を集めてアーケードゲームの競技を行い、現在のeスポーツの先駆けとなったものとしては、当時アーケード機のメーカーであったセガによって1974年に開催された『セガTVゲーム機全国コンテスト』がある。セガがこれを開催したのは、コンピューターゲームをプレイする人を増やしゲーム機の販売を促進するためであった。このコンテストは大規模に組織され、まず全国各地の300の場所でローカルトーナメントが行われ、この地方大会で勝ち抜いた16名が最後に「東京決勝大会」で競い合った。決勝会場はホテルパシフィック東京で、セガの幹部やレジャー産業の他の企業の幹部や報道主要各社も出席した。賞品にはカラーテレビ、白黒テレビ、テープレコーダーなどがあった。
1980年にアタリが開催した Space Invaders Championships（スペースインベーダー選手権）は、全米で1万人以上の参加者を集めた最初の大規模なコンピュータゲームの競技大会であり、選手たちはスコアを競い合った。
1980年、ウォルター・デイはツイン・ギャラクシーズというハイスコア記録組織を設立。その後、組織はコンピュータゲームの普及を支援し、ギネスブックなどの出版物を通じてそれらの記録を公表し、1983年にはコンピュータゲームのチーム「U.S.ナショナルビデオゲームチーム」を設立した。このチームはギネス世界記録のためのビデオゲームマスターズトーナメントの運営など、競技大会に関わっていた。
1970年代から1980年代にかけて、コンピュータゲームのプレイヤーやトーナメントが、新聞や『ライフ』や『タイム』といった人気の雑誌に取り上げられるようになった。1985年のギネスブックで『パックマン』や『ドンキーコング』といった6作品のハイスコア記録を持つビリー・ミッチェルは、最もよく知られているクラシックアーケードゲームプレイヤーの1人である。
この頃海外ではゲームに関する放送も行われており、1982年から1984年までにわたり計133回放送されたアメリカの番組『'''スターケード''' (テレビ番組)』は、出演者がアーケードゲームでお互いのハイスコアを競い合うという内容であった。コンピュータゲームのトーナメントは、テレビ番組『ザッツ・インクレディブル!』や、1982年の映画『トロン』といった様々な映画の一部としても取り上げられている。イギリスBBCのゲーム番組『ファーストクラス』では、『Hyper Sports』『720°』『ペーパーボーイ』など、当時のアーケードゲームを題材にした対戦型ゲームによる対戦が行われていた。
1988年の作品『Netrek』は、最大16人用のインターネットゲームであり、クロスプラットフォームかつオープンソースソフトウェアとして制作された。『Netrek』は史上3番目のインターネットゲームであり、開放されているゲームサーバを見つけるためにメタサーバを使用した最初のインターネットゲームであった。また、ユーザー情報を永続的に保つ最初のインターネットゲームでもあった。この作品は1993年に『WIRED』によって「最初のオンラインスポーツゲーム」と評されている。

### 1990年代 対戦型ゲームやオンラインゲームの大会の隆盛
1991年に発売された対戦型格闘ゲーム『ストリートファイターII』は、2人のプレイヤーによるトーナメント形式で直接対戦するという概念を普及させた。これまでのコンピュータゲームでは、プレイヤーの順位はハイスコアによって決めることがほとんどであった。しかし、『ストリートファイターII』では、プレイヤー同士が面と向かって対戦し、最高のプレイヤーが決められるようになり、現代に見られる対戦型のマルチプレイヤーやデスマッチ形式の道が開かれた。ストリートファイターシリーズやVS.シリーズといった格闘ゲームが1990年代に人気を博したことで、1996年には国際的なeスポーツ大会Evolution Championship Series (EVO) が設立・開催された。
1990年代に開催された大規模なeスポーツトーナメントには、1990年の任天堂ワールド・チャンピオンシップや、1994年の任天堂パワーフェストが含まれる。また、ブロックバスター・ビデオと『GamePro』との共催で、独自の世界選手権なども開催された。アメリカやカナダ、イギリス、オーストラリア、チリのプレイヤーが参加し、1994年から『NBAジャム』や『バーチャレーシング』が競技タイトルとして追加された。
この頃には、多くのコンピュータゲーム、特にパーソナルコンピュータ向けのゲームがインターネット接続の増加による恩恵を受けた。1990年代後半には、サイバーアスリート・プロフェッショナル・リーグ (CPL) やQuakeCon、プロフェッショナル・ゲーマーズ・リーグなどが開催された。CPLで採用されたタイトルには、カウンターストライクシリーズやQuakeシリーズ、『ウォークラフト』が含まれる。テレビ番組では、イギリスの『GamesMaster』『Bad Influence!』、オーストラリアの『A*mazing』、カナダの『Video & Arcade Top 10』などでeスポーツを特集していた。

### 2000年 - 現在、世界規模のトーナメント
韓国での現象
韓国では1997年頃、韓国政府がIT産業に力を入れはじめ、高速ネットワークを国内に整備。その結果「PC房」という日本でいうインターネットカフェが急速に増えた。「PC房」にはオンラインゲームが用意されており、その中でも戦略ゲーム『スタークラフト』が大ヒットした。1999年辺りから韓国内で「eスポーツ」との用語が使用されるようになり、韓国文化観光部の長官もゲームを「eスポーツ」と呼ぶようになった。
韓国におけるeスポーツの成長は、1997年のアジア通貨危機後のブロードバンドインターネットネットワークの大量構築や、当時の失業率が高かったことから、多くの人が失業中にやりたいことを探していたことが影響していると考えられている。また、韓国では「PC房」と呼ばれるインターネットカフェも普及しており、eスポーツの成長に大きく貢献した。韓国の文化体育観光部の一部門である韓国eスポーツ協会 (KeSPA) は、2000年に設立され、国内におけるeスポーツの促進や、環境の整備のために設立された。
「背水の逆転劇 (Evo Moment #37)」とは、Evo 2004における『ストリートファイターIII 3rd STRIKE』の準決勝、梅原大吾とジャスティン・ウォンの対戦の一場面を指す。この試合では、梅原がウォンの「スーパーアーツ」の16連続打撃を、残り1ドットの体力しかない状態で全てブロッキング（パリー）するという予想外の逆転劇を見せた。梅原が勝利を収めたこの逆転劇は、対戦型コンピュータゲームの歴史の中で、最も象徴的で記憶に残る瞬間と言われている。また、最も注目された瞬間であることから、ベーブ・ルースの予告ホームランやアイスホッケー競技における氷上の奇跡と比較された。
2006年4月、7つの著名なカウンターストライクチームによってG7 Teamsが結成された。組織の目的は、選手の移籍の標準化やリーグや関連組織との連携など、eスポーツの安定性を高めることであった。設立メンバーは4Kings、Fnatic、Made in Brazil、mousesports、Ninjas in Pyjamas、SK Gaming、Team 3Dであり、2009年に解散するまで存続していた。
2000年代はeスポーツのテレビ番組が盛んな時期で、テレビ中継は韓国で最も確立され、『スタークラフト』『ウォークラフト3』の大会は、ケーブルテレビのゲーム専門チャンネルOGNやMBC Gameで定期的に放映された。
2010年代は、eスポーツの視聴者数、賞金がともに大幅に増加した。大規模なトーナメント大会についても、2000年には約10大会であったが、2010年には約260大会と、大会の数も規模も大幅に増加している。この時期には、World Cyber Gamesやインテル・エクストリーム・マスターズ、メジャーリーグゲーミングといったトーナメントが設立された。数あるトーナメントの中には、伝統的なeスポーツジャンル・タイトル以外で競技を行う実験も含まれ、例えば、2006年9月に開催されたFUN Technologies Worldwide Webgames Championshipでは、100万ドルの賞金をかけて、71人がカジュアルゲームで競い合った。
この時期のeスポーツの成長は、オンラインストリーミングサービスの人気によっても支えられており、大会の観戦方法としては。最も一般的な媒体となっていた。2011年に立ち上げられたTwitchでは、人気のあるeスポーツの大会が日常的に放送されている。2013年には、同プラットフォームにおける視聴者は120億分の動画を視聴しており、最も人気のあるチャンネルカテゴリは『League of Legends』と『Dota 2』であった。また、『Dota 2』の世界選手権The International (TI) の配信では、1日の間に450万のユニークビューを記録し、各視聴者は平均して2時間視聴していた。
任天堂、343 Industries、ブリザードエンターテイメントによる開催
現代のeスポーツブームに並行し、コンピュータゲームの開発企業が自社の作品にeスポーツの要素を取り入れる動きも増加している。eスポーツシーンを長年にわたり無視し、抑制してきた任天堂はWii Games Summer 2010を開催した。1か月以上にわたるこの大会には40万人以上の参加者が集まり、同社の歴史の中で最大規模の大会となった。また、2014年にはE3 2014において『大乱闘スマッシュブラザーズ for Wii U』の招待制のトーナメントを開催、この様子はTwitch上でライブ配信された。HALOシリーズの開発元である343 Industriesは2014年に、Halo Championship Seriesの創設と、賞金総額5万ドルを用意し、HALOをeスポーツとして復活させる計画を発表した。
ブリザード・エンターテイメントとライアットゲームズは、北米大学選手権において独自のアウトリーチプログラムを実施している。2017年には、ブリザード・エンターテイメントの大学eスポーツ部門であるTespaは、100万ドル相当の賞金をかけたトーナメントへ出場する大学のeスポーツチームに、奨学金や賞品を提供するという新たな取り組みを発表した。一方の大学側としては、2013年以降、イリノイ州のロバート・モリス大学やパイクビル大学など、アメリカの大学はeスポーツ選手を大学代表の選手と認め、スポーツ奨学金を提供している。コロンビア大学やインディアナ工科大学も同様な奨学金の提供を行っており、2018年から、ハリスバーグ科学技術大学でもeスポーツ選手のための授業料奨学金制度を開始した。
2014年、独立した最大規模のeスポーツリーグであるエレクトロニック・スポーツ・リーグ (ESL) が、現地ブランドであるジャパンコンペティティブゲーミング (JCG) と提携し、日本国内におけるeスポーツの成長を試みた。
オンラインによる視聴者数の増加に伴い、eスポーツ競技の物理的な視聴者数やイベントの規模も大きくなっている。2013年に開催された『League of Legends』のシーズン3 ワールドチャンピオンシップのファイナルは、ステイプルズ・センターで開催された。2014年に韓国ソウルで開催された同大会は、4万人以上のファンが来場し、大会だけでなくイマジン・ドラゴンズの演奏や、開会式・閉会式も行われた。2015年、アメリカ初のeスポーツ専用施設として、カリフォルニア州サンタアナにeスポーツアリーナが誕生した。

## コンピュータゲームをスポーツと分類することの可否や位置づけを巡る議論
コンピュータゲームをスポーツとして分類することは議論の的となっている。一部のゲームをスポーツと認定する正当な理由として、eスポーツの人気の高まりを指摘する人がいる。一方で、ゲームが「真のスポーツ」の地位に達することはないだろうと主張する人もいる。
なお、2014年のテクノロジーカンファレンスでは、スポーツ専門チャンネルのESPNのジョン・スキッパー社長（当時）が、Twitchの買収について質問された際に、eスポーツを「スポーツではない…競技である」と述べた。
2015年、国際eスポーツ連盟が主催した世界選手権では、世界的に正当なスポーツ活動としての今後のeスポーツの認識について議論するために、国際的なスポーツ業界からのゲストを招待しパネルが開催された。
中華人民共和国は当時、コンピュータゲームの中毒性が懸念されていたにも関わらず、2003年にeスポーツを本格的なスポーツとして認めた最初の国の1つである。政府はeスポーツを奨励し、選手がeスポーツに参加することで「中国のために身体を鍛える」ことにもなると述べた。さらに、2019年の初頭までに、中国は人力資源社会保障部の勧告の中でeスポーツプレイヤーを正式な職業として認めており、プレイヤーだけでなく運営者も認めている。これに基づき、2019年7月までに10万人以上がプロゲーマーとして登録しており、同部は5年後にはこのような職業に就く人が200万人を超えると予想している。
2013年、カナダの『League of Legends』プレイヤーであるShiphtur (Danny Le) が、「国際的に認められたスポーツ選手」として、アメリカのP-1Aビザを取得した最初のプロゲーマーとなった。2014年、トルコの青年スポーツ省は、プロとして認定された選手にeスポーツプレイヤーライセンスの発行を開始した。2016年、フランス政府がeスポーツを統制・認知するためのプロジェクトに取り組み始めた。フィリピンのゲームおよび娯楽委員会は、2017年7月から、プロとして認定された選手に競技ライセンスの発行を開始した。
eスポーツを正当なスポーツとして普及させるために、伝統ある国際的なスポーツ大会と並行し、いくつかのeスポーツのイベントが開催されてきた。2007年アジアインドアゲームズは初めて、他のスポーツ競技と並び、eスポーツ競技が行われた公式大会として注目された。その後のアジアインドアゲームズや後継のアジアインドア・マーシャルアーツゲームズでは、メダルの授与やエキシビションイベントとして必ず、eスポーツ競技が行われてきた。さらに、アジアトップレベルの総合競技大会であるアジア競技大会では、2022年大会におけるメダル種目としてeスポーツが含まれることとなった。2018年大会における『ハースストーン』や『スタークラフト2』『League of Legends』を中心としたeスポーツのエキシビションイベントは、2022年大会への布石として発表された。2019年の東南アジア競技大会では、eスポーツの競技種目が6つ含まれていた。
2018年と2019年には、ワールドセーリングがeセーリング・ワールド・チャンピオンシップを開催し、主要なスポーツ連盟がeスポーツを受け入れつつあることを示した。

### IOCの見解
オリンピックは、eスポーツを正当化するための潜在的な方法としても見られている。2017年10月に国際オリンピック委員会 (IOC) が開催したサミットでは、eスポーツの人気が高まっていることを認め、「競技性のある『eスポーツ』はスポーツ活動と見なすことができ、関係する選手は伝統的なスポーツ競技の選手と同等のレベルで準備やトレーニングに打ち込んでいる。」しかし、オリンピックに使用されるゲームには「オリンピックの規則・規制」に従う必要があると結論付けている。
スポーツの世界は常に変化しており、IOCでもイベントの主催を始めるほど、eスポーツの規模も非常に大きくなっている。IOCのトーマス・バッハ会長によると、eスポーツをオリンピックの競技とするには、2つの問題が残されているとし、1つは暴力的なゲームプレイを制限する必要があること。もう1つは、eスポーツをさらに細かく調整するための国際的な統括団体が無いことを挙げている。暴力の問題についてバッハは、現代のスポーツが実際の激しい戦闘から生まれたということを認めたが、「スポーツはそのような戦いを文明化した表現」であり、「いわゆる殺人ゲームである場合、オリンピックの価値観とは異なる」としている。（オリンピズムの英語版の記事（en:Olympism）も参照のこと。人間の尊厳がオリンピックの究極の目的だと書かれている。）
IOCは、NBA 2KシリーズやFIFAシリーズのような、実際のスポーツをシミュレートするようなゲームを中心に、eスポーツを承認することが提案された。
eスポーツを巡る問題は、IOCが将来のオリンピックへeスポーツをどのように組み込むのか、どのような可能性があるのか探ることを妨げていない。2018年7月には、IOCと国際スポーツ連盟機構 (GAISF) がEpic Gamesのマーク・レインやブリザード・エンターテイメントのマイケル・モーハイム、eスポーツプレイヤーのTLO（ダリオ・ヴンシュ）やジェイク（ジェイコブ・リヨン）、ゲグリ（キム・セヨン）といったeスポーツ界の重鎮を招き、「eスポーツの影響、および将来の発展の可能性についてより深い理解を得て、今後数年間ですべてのスポーツの相互利益のために協力する方法を共同で検討できるようにする」シンポジウムを開催した。そこでIOCは、ゲームの展示を通じてeスポーツの可能性を検証してきた。インテルはIOCの後援を受け、2018年平昌オリンピックの前に『スタークラフト2』と『スティープ』のイベントのスポンサーを務め、韓国のeスポーツ選手5人が、オリンピックの聖火リレーに参加した。同様の展示会であるeGamesは、2016年リオデジャネイロオリンピックと並行して開催されたが、これはIOCの支援を受けていない。
日本では、ゲーム産業の一大拠点としての評価を受け、2020年東京オリンピック以降にeスポーツを盛り上げるために、議員や団体が関与するようになってきている。日本におけるeスポーツは、景品表示法や賭博及び富くじに関する罪（刑法）との兼ね合いにより、高額な賞金を伴うゲームトーナメントに制約を課しているため盛んではなかったが、2017年後半から、この問題を解消しようとする取り組みが始まった。2020年夏季オリンピックに向け、東京2020組織委員会の提案で、4つのeスポーツ団体が日本を代表する消費者団体と協力し、eスポーツの大会を賭博罪に関する規制から除外することとなった。自由民主党所属の衆議院議員である河村建夫は、オンラインゲーム・eスポーツ議員連盟を発足し、日本eスポーツ連合 (JeSU) の支援と国内におけるeスポーツの促進を図った。これまでの結果として、日本国内における他のスポーツのプロアスリートが、プロとしてプレイするために必要な仕組みと同様に、eスポーツ選手がプレイできるようにする免除ライセンスを取得できるようになった。このライセンスは選手が多くのeスポーツ大会に参加することを許可するものであり、2018年7月中旬に初めて、いくつかのコンピュータゲームのパブリッシャーが開催したトーナメントを介し、上位数十人のプレイヤーに発行された。また、東京2020組織委員会は2020年の大会までに、いくつかのeスポーツイベントを計画している。
2024年パリオリンピックの組織委員会は、オリンピックと若い世代との関係を保つためにeスポーツの要素を含める必要性を挙げ、IOCや様々なeスポーツの専門組織と大会中のeスポーツイベントについて協議した。最終的に組織委員会は、eスポーツをメダル種目として2024年大会に採用するのは時期尚早と判断したが、大会中のeスポーツに関連する他のイベントについては除外しなかった。
2019年12月、IOCは第8回オリンピックサミットにおいて、オリンピックの公式大会ではスポーツを模倣したゲームのみを検討するとし、将来的には、身体的および精神的健康の生活スタイルを促進するゲーム、身体活動を取り入れたバーチャル・リアリティや拡張現実ゲームのような2つの方法を検討することを繰り返し表明した。
2021年から公式大会を開催
2021年4月、IOC（国際オリンピック委員会）がeスポーツの公式大会を開催することを発表。オリンピック・バーチャルシリーズとして2021年より開催される。バッハ会長は開催に向けて「オリンピックバーチャルシリーズは、バーチャルスポーツの分野で新しい視聴者との直接的な関わりを深めることを目的とした、新しいユニークなオリンピックデジタルな体験です。その構想は、オリンピックアジェンダ2020+5およびIOCのデジタル戦略に沿ったものです。スポーツへの参加を促し、特に若者に焦点を当てたオリンピックの価値観を促進できることを願っております」

## eスポーツとの関わり方

### プレイヤーとしての参加

#### インターネット経由でのプレイ
eスポーツをプレイするためのもっとも簡単な方法はインターネットを経由することである。厳密に勝敗を決するにはチート行為に対処する方法や、ネットワーク遅延の問題はあるものの、娯楽、あるいは練習のためにこの方法はよく使われる。
各プレイヤーは連絡手段が必要となる。IRCはチームやリーグ、その他のゲームに関連した集まりごとにチャンネルを分けて作成できるだけでなく、簡単にそれを見つけることができるためよく使用されている。QuakeNetは元々、ファーストパーソンシューティングゲーム『Quake』のオンラインプレイのために作成されたが、他のゲームのためにも使用されており、最も大きなIRCネットワークとなっている。そこから各チームのサーバでそれぞれのルールに従って競技が行われる。チーム制のゲームでは、他のプレイヤーとの連携が必要不可欠であり、チーム内で連携を取るために音声通信を使う際には、DiscordのようなVoIPアプリケーションも利用される。

#### ローカルエリアネットワークでのプレイ
ローカルエリアネットワーク (LAN) 上でのプレイには「インターネット経由よりも遅延時間が抑えられ、より良い状態でゲームをプレイできる」「主催者側によって用意された機器を使用するため、チートといった違反行為が行いにくい（特にプロフェッショナルなプレイが行われるイベントでは公正なプレイのために管理者が置かれる）」などの長所が存在する。インターネットを経由する「オンライン」に対し、この形式は「オフライン」と呼ばれ、大会の開催形式について一般的には、オンラインで予選が行われ、予選を勝ち進んだ上位の選手やチームが競技するために実際の会場に集まり、オフラインで開催されることが多い。プレイヤー同士の社交的交流の場ともなり、大規模な競技会ではLANパーティー、LANセンターといった集まりが組織される。

### 大会イベントの観戦
観戦して楽しむこともeスポーツの主たる娯楽性のひとつであり、eスポーツをスポーツとして楽しむひとつの要素でもある。「テレビや動画配信サイトなどで中継された映像を見る」、「選手が一か所で対戦するものを試合会場で観戦する」、「選手がオンラインで対戦するものを司会者、解説者、ゲストがいる会場で見る」などの方法がある。
様々なメディアを通じて、営利・非営利を問わず気軽に配信され、観戦者のニーズに応じた手段で楽しむことができるのがeスポーツ観戦の特徴である。

### 大学や高等学校におけるeスポーツ
eスポーツは、2008年以降に大学や高等学校からの注目も集めるようになり、eスポーツの人気の高まりとともに、高校生や大学生などの選手の機会の拡大が求められるようになった。中国やアメリカなどの大学で、大学の代表となるチームに参加する新入生に対し、奨学金を提供し始めた。。

### 身障者や高齢者のためのeスポーツ
コンピュータゲームを用いるeスポーツは、マインドスポーツと同様に腕や指先などを使う競技種目が大半を占めるため、身体障害者など体が不自由な人でも選手として参加することができ、筋ジストロフィー患者でプロゲーマーとして活動したパク・スンヒョンのような選手もいる。また、年齢を問わずプレイできることから、リハビリなどを通じて福祉や医療での利用が期待される。2018年には埼玉県さいたま市で「シルバーeスポーツ協会」が発足し、eスポーツを通じた健康増進を図り、高齢者へのeスポーツの普及を目指している。熊本県美里町ではeスポーツを通じたまちづくり事業を進めており、その一環で高齢者の認知機能の維持や向上（認知症の予防）を図り、パズルゲームや音楽ゲームなどの体験・対戦が行われている。

## プロフェッショナルによるeスポーツ
eスポーツには、職業としてのプロ（プロゲーマー）として活躍するプレイヤー、プロのプレイヤーが集まったプロゲーミングチームが存在している。
世界各国では、これらのプロを参加対象とした多くの大会が毎年開催されている。その多くはストリーミング中継により世界中に配信されるほか、大規模なものになるとテレビ中継も行われる。賞金は協賛企業からの提供、放送収入、入場料などから賄われる。大会を協賛するスポンサーは、ハードウェアのメーカーなど、大手のコンピューター関連企業が多い。

### プロプレイヤー
プロのプレイヤーは、大会の優勝者など特に上位に入賞する人だけがなれ、大会賞金のほか、スポンサーによる援助や、（その知名度を企業側が利用している）キャンペーン出演料などを収入としている。
収入状況はさまざまで、プロチームに属していてもほぼ無償の選手もいれば、年収が1,000万円前後に及ぶ選手も存在する。
中には、年収が1億円を超える人気プレイヤーのFatal1tyのように、PCパーツのブランドをプロデュースする者もいる。韓国では、国民的人気を得てタレントのように様々な方面で活躍しているものもいるため、なりたい職業の上位にランクインするなど、eスポーツのプロプレイヤーは若者に多くの支持を得ている。
選手寿命に関して、動体視力の低下や指の酷使などの要因で短く、ゲームのジャンルによっては10代後半で最盛期を迎え、20代前半で引退する例も多い。
アスリート#プロの職業人生の短さと対策も参照。
プロプレーヤーのビザ発給上の扱い
アメリカでは2013年に『League of Legends』や『スタークラフト2』といった競技タイトルがプロフェッショナルスポーツと認定され、外国人選手に対して「アスリートビザ」が発行された。日本では2016年に初めて、国内のチームで活動する韓国人選手にアスリートビザが発行された。
プロプレイヤーがかかりやすい職業病
プロプレイヤーはライバルたちに負けないようにするために、トレーニングを続けざるを得なくなる。つまりコンピューターゲームを、そしてたいていは特定のゲームタイトルに絞って長時間そして長期間やり続けざるを得なくなり、その結果、次のような症状に悩まされる人も多い。
- ゲーマーズネック[124]

頭部の位置が脊髄に対して前方にずれた姿勢が長く続くことによって首の筋肉の緊張が高まり、筋緊張性頭痛や手先の痺れなどの症状が現れる。
- 腰椎ヘルニア[124]

前屈みの姿勢を長時間続けるので、腰椎椎間板に負荷をかけ、ヘルニアになりやすくなる。
- 手根管症候群・尺骨神経間症候群[124]

eスポーツではコントローラーやマウスを操作し指や手首を激しく動かすので、指や手首に障害が起こることがよくある。
- 深部静脈血栓症[124]

eスポーツのほとんどのタイトルのプレイ中、他の通常の身体スポーツと異なり、「座りっぱなし」になってしまう。特に3時間以上座りっぱなしでいると血栓ができてしまうことがある。「脚がなんだか痛いなぁ」などと感じて放置していて、診察・診断してもらったら血栓症だったということも起きる。
肉体面に関しては、eスポーツを毎日長時間プレイすることを長期間続けると、柔軟性の低下（運動不足、ストレッチ不足で、身体がいわゆる「かたく」なる）、筋力低下、体力（有酸素運動でつける持久力やスタミナ）の低下が起きる。
視力の低下や聴力の衰えにもつながることがある。あまりに長時間スクリーンを注視しつづけていると大抵の人が、眼の乾きや、眼の充血、眼精疲労、眼痛（眼の奥の痛み）などに悩まされることになる。また精神や認知機能への影響としては、注意力・記憶力などの低下、睡眠不足や睡眠の質の低下などが頻発する。
なお、プロゲーマーもトレーニングに熱中するあまりゲーム障害（ゲームに熱中しすぎて、一日あたりのプレイ時間を自分でコントロールできなくなり、日常生活に支障が出る病気）を発症する場合がある。

### プロフェッショナルの歴史
1997年5月に「Red Annihilation」と題した競技会が行われ、『Quake』の副クリエイターであるジョン・カーマックが所有していたフェラーリ・328GTSを競技会の優勝者に贈呈すると約束した。同年6月、アンヘル・ムニョスがコンピュータゲーマーのための最初のプロフェッショナルリーグ「サイバーアスリート・プロフェッショナル・リーグ (CPL)」を立ち上げた。それ以来、参加者と会場のサイズは規模を拡大し、優勝決定戦になると多数の観戦者がインターネット越しに観戦するようになった。同時に勝者への賞金も膨大な物になり、2005年のCPLでは賞金総額が150万米ドルに達している。
CPLはeスポーツの開拓者としての精神を保ちながら、2005年にはワールドツアー方式に移行し、同年のツアーでは『Painkiller』の1対1のデスマッチに焦点を当て、これに100万米ドルの賞金を当てた。CPLのグランドフィナーレイベントでは、Fatal1tyがeスポーツ史上最高賞金額となる15万米ドルを獲得した。

### プロチームとプレイヤーの間の契約
eスポーツにおいて、旧来の社交的なゲームプレイヤーの組織（クラン）だったものが、フットボールチームに近いプロ選手の組織として成長している例も存在する。プレイヤーとスポンサーの契約を扱い、プレイヤーにとってその契約を容易にすることで、eスポーツとそのファンにとって存在意義が生まれている。多くのプロチームが他のチームやプレイヤーとの契約を扱い、機会と名声を上げる仲介をしている。また、プロチームへと所属することによってプレイヤーは管理業務から解放され、ゲームのプレイに集中することができるようになる。
プロチームを最初に作った企業は、1999年12月30日、韓国の通信事業会社KTの子会社KTFが創設したn016ゲーム団であり、韓国で初めて大企業の資本が入るチームとなった。
2003年2月1日、SK GamingがFPSのプレイヤーとクランを結びつける最初のチームとなった。契約条件などは明らかにされていないが、インタビューでは給与制であり、給与額は多くはないものの、プレイヤーは賞金を分配して受け取ることができる。また、SK Gamingは契約についてもう1つの先例を作っている。2003年5月19日、SK Gaming所属のノルウェーのプレイヤーelemeNt- (Ola Moum) を、ライバルチームであるFPS最古のチームの1つNoAに移籍させ、契約金を受け取ったのである。この移籍契約の後、多くのチームがゲームプレイ関連商品や衣類などのグッズ販売を開始した。業界の急速な発展はチームの収入源となり、世界中の競技会にチームが送り込まれることになった。

## リーグ制・トーナメント制

### 昇降格制度
ほとんどのチーム戦で行われるeスポーツでは、チームが試合でどのような成績を収めたかによって、リーグ間を昇格や降格を伴う形式が中心となっている。この形式は、ヨーロッパやアジアにおけるプロスポーツを踏襲している。チームはシーズン中に複数回の試合を行い、シーズン終了時までにリーグ内での順位を競う。成績の良いチームには賞金に加えて上位リーグへの昇格もあれば、一方で、成績の悪いチームには下位リーグへの降格もある。
例えば、ライアットゲームズは2018年までにいくつかの『League of Legends』シリーズを運営しており、北米地域には最上位シリーズとしてLeague of Legends Championship Seriesが存在する。成績の悪いチームは下位のLeague of Legends Challenger Seriesに降格し、下位シリーズにおいて成績の良かったチームが上位に昇格し、入れ替わる。ただし、ライアットゲームズは2018年半ばから下記のフランチャイズ方式を採用し、この形式は廃止している。

### フランチャイズ方式

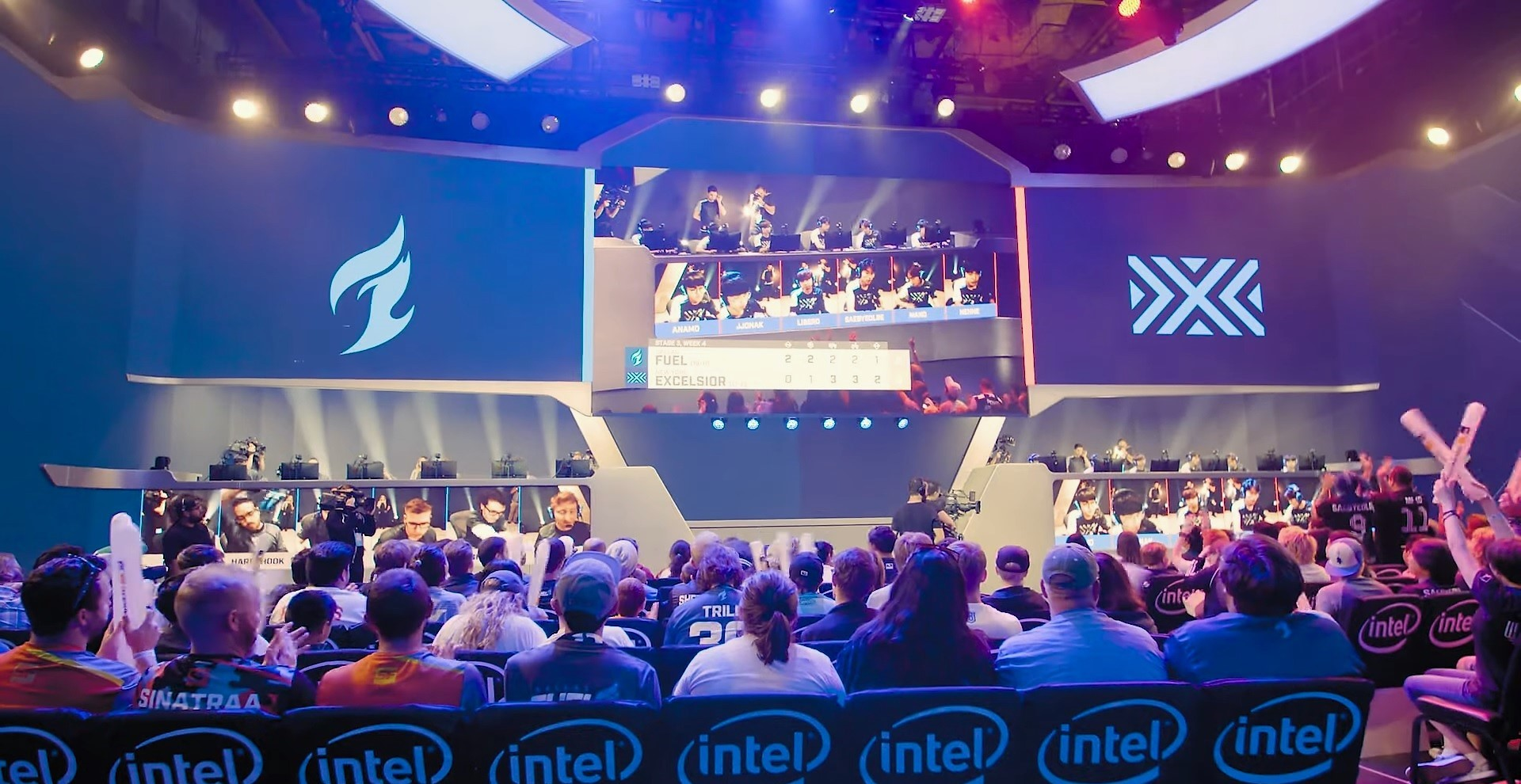
ロサンゼルスのブリザードアリーナで開催された「オーバーウォッチ・リーグ・シーズン2」の試合

eスポーツへの関心が高まる中、北米のプロスポーツで使用されるフランチャイズ方式を踏襲したリーグの創設を目指す企業も出てきた。これは、フランチャイズを支援する大手のスポンサーによって支えられたすべてのチームがポストシーズンへの参加をかけ、レギュラーシーズンに参加して上位の地位を競い合う。このアプローチは大口の投資家にとっては魅力的であり、eスポーツのプレミアリーグでプレイし続け、下位に降格する恐れのないチームを支援することに意欲的になる。
細かな点はリーグによって異なるが、一般的に、契約したすべての選手には最低賃金と適切な福利厚生が与えられ、勝利した場合はチームへの賞金が分配される。チームの昇格や降格は無いが、選手は契約を結んだり、チーム間で交換したり、フリーエージェントとして手放すことができ、北米プロ野球のマイナーリーグに相当するeスポーツのリーグから、新しい選手が引き抜かれる場合もある。最初に創設されたフランチャイズ方式のリーグは、ブリザード・エンターテイメントが2016年に同社のゲーム作品『オーバーウォッチ』を元に設立した「オーバーウォッチ・リーグ」である。2018年に12チームで始まったこのリーグは、2019年に20チームに拡大した。
テイクツー・インタラクティブはNBAと提携し、NBA 2Kシリーズを使用した「NBA 2Kリーグ」を、同様に、EAスポーツとメジャーリーグサッカー（MLS）はエレクトロニック・アーツのFIFAシリーズを使用する「eMLS」を設立した。さらにアクティビジョンは2020年1月に、オーバーウォッチ・リーグを踏襲し、コール オブ デューティシリーズを使用した12チームで構成される「コール オブ デューティリーグ」を設立した。Cloud9やDignitasなどのチームは、フランチャイズ方式の『カウンターストライク グローバル・オフェンシブ』のリーグ「Flashpoint」を2020年2月に開設した。これは、単一の組織ではなく、チームが所有する最初のeスポーツリーグとなった。

### トーナメント方式

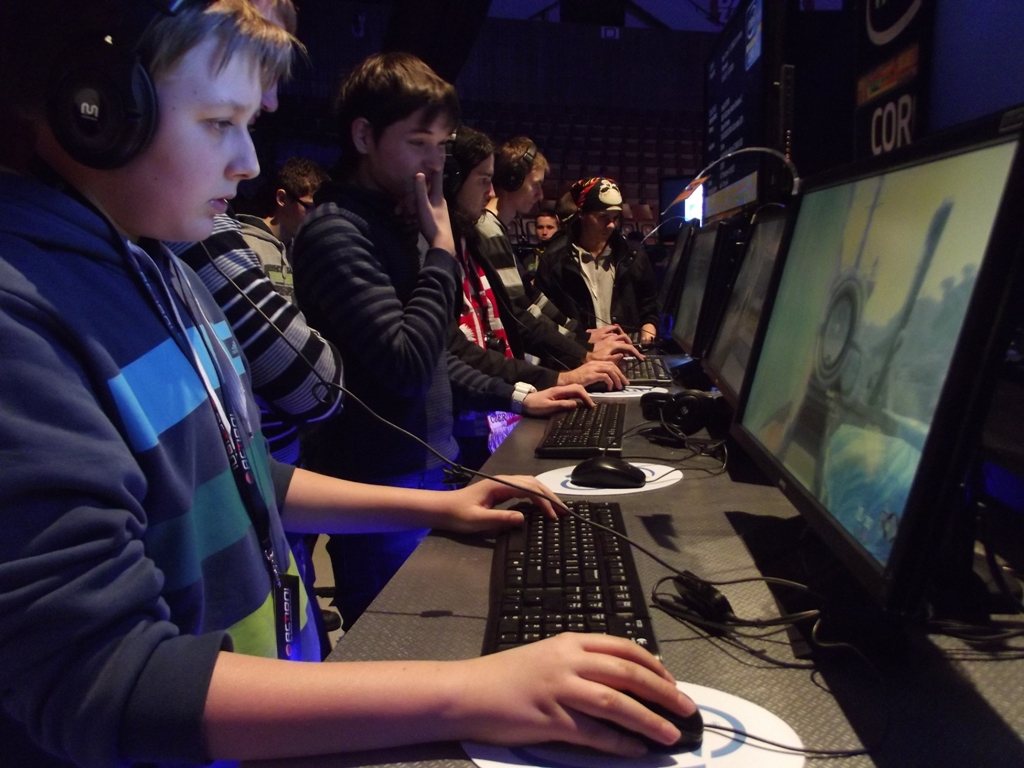
ポーランドのカトヴィツェで開催された「インテル・エクストリーム・マスターズ 2013」でプレイする選手たち

eスポーツはトーナメント方式でもプレイされ、プレイヤーやチームが本戦トーナメントに挑む前に、予選通過をかけて競う。トーナメントはシングルまたはダブルエリミネーション、時にはグループステージとの混合など様々な形式が取られる。eスポーツトーナメントはほとんどの場合、ライブの観客の前で行われる物理的なイベントであり、不正行為を監視するための審判などがいる。DreamHackのような大会自体が大規模なeスポーツイベントである場合もあれば、World Cyber Gamesやフォートナイトワールドカップのように、大会が大規模なイベントの一部である場合もある。
コンピュータゲームを使用した大会は以前から存在していたが、eスポーツは1990年代後半に大きな転換期を迎えた。1997年のサイバーアスリート・プロフェッショナル・リーグを皮切りにトーナメントの規模が大きくなり、企業スポンサーがつくことが一般的になった。ライブイベントだけでなく、オンラインでも視聴者が増えたことで、eスポーツはより多くの人々の目に触れるようになった。ゲームの開発元が大会の賞金を提供することが多いが、コンピュータハードウェアやソフトウェア、エナジードリンクを販売する企業といったサードパーティーから提供されることもある。しかしながら一般的に、独立したベンチャー企業にとって、大規模なeスポーツイベントを主催することは採算が合わない。例えば、ライアットゲームズはLeague of Legends Championship Seriesについて、「私たちがお金を稼いでいない重大な投資だ」としている。
ゲームの開発元と大会主催者や放送メディアとの関係については、かなりのばらつきがあり、交渉の余地がある。韓国では、独自の『スタークラフト』のイベントがブリザード・エンターテイメントとはほぼ独立して運営されていたが、同社は続編の『スタークラフト2』を使用するイベントの開催については、承認制にすることを決定した。これにより、韓国eスポーツ協会との行き詰まりにつながったが、2012年に合意に達した。ブリザードは規約を改め、賞金総額が1万ドルを超える大会について、同社の許可を必要としている。

## eスポーツの国際大会
eスポーツのそれぞれの大会で用意される賞金は、大きなコンピュータ技術系企業がスポンサーとして提供しているものが多い。また、これらの企業は同時に多くのeスポーツチームのスポンサーも行っており、大会への旅費や会社の製品の提供などを賄っている。特にエレクトロニック・スポーツ・リーグ（ESL）は、世界最大規模のeスポーツリーグであり、グローバルに展開している。
2007年に中国・マカオで行われたアジアオリンピック評議会主催の「2007年アジアインドアゲームズ」において正式なメダル種目となり、『FIFA 07』『NBAライブ07』『ニード・フォー・スピード モスト・ウォンテッド』の3タイトルで行われ、中国の選手が3個の金メダルを獲得した。2018年にインドネシアで開催された2018年アジア競技大会では、大会史上初めて公開競技として採用され、『ウイニングイレブン 2018』『クラッシュ・ロワイヤル』『StarCraft II: Legacy of the Void』『ハースストーン』『League of Legends』『Arena of Valor』の6種目が行われた。
2022年に中国・杭州市で開催が予定されていた2022年アジア競技大会では、正式メダル種目になることが決定している。なお、この大会は新型コロナウイルスの世界的流行により、2022年5月6日に大会開催期日を1年延期することがアジアオリンピック評議会（OCA）理事会によって決定され、大会の新たな日程については「2023年9月23日から10月8日まで」に決まった。

### 主な国際大会一覧
- エレクトロニック・スポーツ・リーグ（ESL）
- FIFAeワールドカップ（FIFA（国際サッカー連盟）主催）
- Evolution Championship Series
- World Cyber Games
- ESWC
- コール・オブ・デューティ・リーグ（英語版）
- インテル・エクストリーム・マスターズ
- サイバーアスリート・プロフェッショナル・リーグ（英語版）
- グランツーリスモ ワールドシリーズ（2021年まではFIA（国際自動車連盟）認定）

### 世界の統括団体
ゲームの販売会社やeスポーツの放送メディアが特定のイベントを企画・運用する役割を担うのが一般的であるが、国や地域を越えて世界規模で集約し、代表として統括するeスポーツの統括団体が多く設立されている。これらの団体はeスポーツの規制であったり、単にeスポーツの業界団体や組織の建前として機能するなど、様々なレベルで関与することがある。
国際eスポーツ連盟 (IESF) は、最初に設立された上記のような団体の1つである。東南アジアでのeスポーツの促進を目的として2008年に設立され、2020年6月現在、世界69か国が参加するまでに成長した。IESFは、加盟国のチームを対象に、毎年開催されるeスポーツ世界選手権を運営してきた。
2019年4月に設立された欧州eスポーツ連盟 (EEF) は、イギリス、ベルギー、ドイツ、オーストリア、ハンガリー、フランス、ロシア、スロベニア、セルビア、スウェーデン、トルコ、ウクライナが参加している。この団体は、eスポーツの運営パートナーとしての役割を重視して設計されており、イベントの構造や取り決めを調整するための作業を行っている。
さらに、コンピュータゲームを代表する業界団体も、eスポーツの統括団体として機能するようになってきた。特に2019年11月、アメリカのエンターテインメントソフトウェア協会、カナダ・エンターテインメントソフトウェア協会、イギリス・インタラクティブエンターテイメント協会、欧州インタラクティブ・ソフトウェア連盟、オーストラリアおよびニュージーランドのインタラクティブゲーム&エンターテインメント協会といった5つの主要な業界団体が、プレイヤーの安全性と誠実さ、プレイヤー間の敬意や多様性を尊重し、ゲームプレイをより豊かにするなど、eスポーツの促進と参加を支援するための共同声明を発表した。

## 競技に使用するゲーム
ゲームのジャンルとしては主に、ファーストパーソン・シューティングゲーム、リアルタイムストラテジー、格闘ゲーム、スポーツゲーム、レースゲームなどを使用して競い合う。
ファーストパーソン・シューティングゲーム (FPS)
- カウンターストライクシリーズ
- バトルフィールドシリーズ
- コール オブ デューティシリーズ
- オーバーウォッチ
- Team Fortress 2
- レインボーシックス シージ
- PUBG
- Apex Legends
- VALORANT

サードパーソン・シューティングゲーム (TPS)
- フォートナイト
- スプラトゥーン
- World of Tanks
- World of Warships

リアルタイムストラテジー (RTS)
- エイジ オブ エンパイア シリーズ
- Warcraft III: The Frozen Throne
- スタークラフト2

マルチプレイオンラインバトルアリーナ (MOBA)
- Dota 2
- League of Legends
- Heroes of the Storm
- Vainglory
- ブロスタ
- ポケモンユナイト

対戦型格闘ゲーム
- ストリートファイターシリーズ
- 鉄拳シリーズ
- バーチャファイターシリーズ
- ソウルキャリバーシリーズ
- BLAZBLUEシリーズ
- GUILTY GEARシリーズ
- ザ・キング・オブ・ファイターズシリーズ
- モータルコンバットシリーズ
- ペルソナ4 ジ・アルティメット イン マヨナカアリーナ
- 大乱闘スマッシュブラザーズシリーズ

スポーツゲーム
- NBA 2K
- eFootball
- EA Sports FCシリーズ
- マッデンNFLシリーズ
- ロケットリーグ
- 実況パワフルプロ野球シリーズ
- プロ野球スピリッツシリーズ
- マリオゴルフ
- マリオテニス
- みんなのGOLF

レーシングゲーム
- Formula Oneシリーズ
- rFactorシリーズ
- Need for Speedシリーズ
- GRAN TURISMOシリーズ
- Forza Motorsportシリーズ
- Test Driveシリーズ
- WRCシリーズ
- Real Racing 3
- マリオカートシリーズ
- 湾岸ミッドナイト MAXIMUM TUNE
- 頭文字D THE ARCADE

パズルゲーム
- テトリスシリーズ
- パズル&ドラゴンズ
- ぷよぷよシリーズ

デジタルカードゲーム
- マジック・ザ・ギャザリング
- ハースストーン
- Shadowverse
- 遊☆戯☆王デュエルモンスターズ

音楽ゲーム
- beatmania IIDX
- 太鼓の達人
- バンドリ! ガールズバンドパーティ!
- プロジェクトセカイ カラフルステージ! feat. 初音ミク

パーティゲーム
- マリオパーティシリーズ
- 桃太郎電鉄シリーズ

MMORPG
- ブレイドアンドソウル

コンピュータRPG
- ポケットモンスターシリーズ

オンラインストラテジーゲーム
- クラッシュ・ロワイヤル

アクションゲーム
- モンスターストライク

## 日本国内におけるeスポーツ

### 定義
国内でのeスポーツイベントを数年に亘って扱い、「eスポーツグラウンド」などを開発したエウレカコンピューターに所属する犬飼博士は、2007年アジアオンラインゲームカンファレンスでのコメントより、eスポーツを次のように定義している。
- 「プレイヤーの行動をデジタル化してコンピューター上で競技するスポーツ」
- 「工業社会に生まれたモータースポーツの様に、情報社会に生まれた新しいスポーツ」

### 歴史
- 1974年 - 「セガTVゲーム機全国コンテスト 東京決勝大会」が開催される[148]。セガが1974年にリリースしたテーブル筐体のゲーム機「テーブルホッケー」を用いたトーナメント形式による対戦で、全国で開かれた予選を勝ち抜いたメンバーが東京のホテルパシフィック東京で開かれた決勝大会で対戦し、勝者にはカラーテレビや白黒テレビなどが贈られた。大会での優勝者は、当時28歳の銀行員の男性とのこと。
- 1985年 - 全国キャラバンファミコン大会が開催される。
- 1992年 - 『TVチャンピオン』放送開始。コンピューターゲームも取り上げられる。
- 2000年 - 日本で最初のeスポーツ企業BattleTop Japanが創業し、東京ゲームショウでWCGC日本予選を開催。
- 2002年 - 有限会社ネクサムがeスポーツ専門サービスAceGamer.netを開始。創業メンバーは犬飼博士、長崎潤、渡辺俊吾。
- 2002年7月 - 『ゲーム脳の恐怖』出版。欧米・韓国でe-sportsが台頭していた頃だったが、日本ではゲーマーは人格破綻者という偏見が強まる[149]。
- 2003年 - エンターブレイン主催の格闘ゲームを主軸としたeスポーツ大会「闘劇」が始まる。
- 2000年代前半 - PC房型のネットカフェやゲーム大会が開催されたが、利益が出ず衰退する[150]。
- 2007年
  - 6月 - 日本eスポーツ協会設立準備委員会が設立される[151]。
  - 8月 - ニチカレ株式会社がCyber Athlete Competition (CyAC) を設立。以降、オンライン大会とオフライン大会を定期的に開催。
  - 12月 - 韓国のトッププレイヤーを招いて「eスポーツ日韓戦」のパフォーマンスが行われ、各種メディアで取り上げられた[152][153]。
- 2009年 - 日本eスポーツ学会が設立され、eスポーツの研究とその学術的確立、およびeスポーツの進歩発展に貢献することを目的として活動している。
- 2010年 - eスポーツ学生連盟 (eSPA) が設立。各大学同士のeスポーツ大会（eスポーツ選手権、eスポーツ対抗戦など）を企画・運営している。学生達にeスポーツを普及させようと精力的に活動を行っている。
- 2011年 - 日本eスポーツエージェンシー株式会社 (JeSA) が「eスポーツの本格的なプロスポーツ化とさらなる活性化、世界レベルへの向上、日本のゲーム産業の発展の寄付」を経営理念に掲げ発足。
  - 11月15日 - 国内初となるeスポーツ専用施設「e-sports SQUARE」が千葉県市川市にオープン[154]。
- 2013年4月 - 株式会社マイルストーンがジャパンコンペティティブゲーミング (JCG) を設立。eスポーツ界の進化と日本の現状におけるギャップを埋めるため、基盤となるアマチュア層の充実を測るために活動を開始。
- 2014年
  - 1月24日 - 2011年にオープンした「e-sports SQUARE」が千葉県市川市から秋葉原に移転し、リニューアルオープン。
  - 4月 - TOKYO MX2にて、日本初となるeスポーツ専門情報番組『eスポーツMaX』が放送開始。
- 2015年
  - 3月 - 第1回日本eスポーツ学生選手権大会・日本eスポーツ学生連盟創設[155]。
  - 4月 - 日本eスポーツ協会が設立される[156]。
- 2016年
  - 3月 - 『ゲーメスト』および『月刊アルカディア』の編集部に在籍したライター、編集者を中心に日本ハイスコア協会が立ち上げられる[157]。
  - 4月 - 東京アニメ・声優専門学校が、日本の専門学校では初めてのプロゲーマー・eスポーツ教育を開始[158][159]。
- 2018年
  - 2月 - 日本eスポーツ連合 (JeSU) が設立される[160]。木曽崇が賞金付き大会に関する警鐘を鳴らす。
  - 3月7日 - 吉本興業がeスポーツに進出すると発表[161]。
  - 3月9日
    - CyberZがエイベックス・エンタテインメント、Cygames、AbemaTVと協同でトレーディングカードゲーム『Shadowverse』の公式プロリーグを開設した。開幕は5月を予定[162]。
    - Jリーグはサッカーゲームにてeスポーツの大会「明治安田生命eJリーグ」を開くと発表した（4月開催）[161]。

  - 5月7日 - 日本eスポーツリーグ協会 (JeSA) が設立[163]され、JeSUは国内唯一の統括団体という名目を失う。
  - 7月19日 - 日本野球機構がコナミデジタルエンタテインメントとの共同で「eBASEBALL パワプロ・プロリーグ」を開催することを発表（11月から12月にリーグ別予選、その後上位3チームずつのリーグ代表決定トーナメントを経て、2019年1月に決勝戦の「e日本シリーズ」を行う）[164]。
  - 7月27日 - 日本野球機構が「NPB eスポーツシリーズ スプラトゥーン2」を開催することを発表[165]（2019年3月に球団代表を選ぶドラフト会議とキャンプ、4月にオープン戦、5月に本大会を行う）。
  - 12月4日 - アミューズが世界最大規模のeスポーツチーム・Team Liquidとパートナーシップ契約を結び、eスポーツへの進出を発表。併せて、同チームに所属する日本人選手であるネモ、竹内ジョンの日本国内におけるマネジメント業務を開始[166][167]。
- 2019年
  - 9月28日から10月8日まで開催される第74回の茨城国体の文化プログラムの一環で全国都道府県対抗eスポーツ選手権として行う。
  - 4月 - 日本esports促進協会 (JEF) が発足[168]。
  - 9月 - 東京ゲームショウ2019において開催されたCAPCOM ProTour 2019アジアプレミアで優勝したももちが賞金500万円を獲得する権利を得たが、JeSUの規約に基づき10万円に減額され、副賞のモニター台3万9800円を差し引かれた6万200円が賞金だったと発言[169]。
- 2020年
  - 1月21日 - NTT東日本・西日本など6社が共同出資し、eスポーツ分野における新会社「NTTe-Sports」設立を発表[170]。
  - 6月 - eスポーツが2019年新型コロナウイルス感染症拡大で「相手と直接接触することなくオンラインで練習や対戦できる」として普及を期待、2026年アジア競技大会への種目入りを目指す[171]。
  - 7月 - 日本初の社会人eスポーツリーグ「AFTER 6 LEAGUE」が設立。初年度リーグはサッポロビールやソフトバンクなど60社が参画。
  - 8月 - 野良連合の代表であるkizokuが、チームに所属する選手への給与未払いやパワーハラスメント、未成年への飲酒強要、援助交際など、複数の疑惑が噴出し辞任に至る[172][173]。
- 2021年
  - 8月22日、福岡市中央区・天神ロフトビル8階にeスポーツスタジアム「esports Challenger’s Park」がオープン[174]。

### eスポーツイベント
- 2002年から2011年現在まで、World Cyber Games (WCG) 日本予選を毎年開催している。過去にはAcegamerがサイバーアスリート・プロフェッショナル・リーグ (CPL) の日本予選を主催していたが、Acegamer解散後はなくなっている。
- 2003年から2012年まで、闘劇が開催されていた。2012年まで第10回大会まで開催しており、2012年の第10回を以って、諸般の事情により一旦の閉幕が発表されている。
- 2007年から2009年まで、Cyber Athlete Competition (CyAC) が『TrueCombat:Elite』、『Enemy Territory: Quake Wars』、『Warsow』のオフライン大会を1年ごとに開催していた。
- 2008年 - Electronic Sports World Cup (ESWC) の国内予選が開催された。現在ではCyACが国内予選を開催している。
- 2009年から2012年9月まで、CyACが秋葉原UDXと東京ゲームショウにて、4回の大規模オフライン大会「e-Sports日本選手権」を開催している。
- 2010年9月 - 東京ゲームショウにてCyACが、海外のプロゲーマーを招待した『Quake Live』のショーマッチと『コール オブ デューティ モダン・ウォーフェア2』、『blur』の大会を開催していた。
- 2011年11月 - 日本eスポーツエージェンシー株式会社 (JeSA) が国内では初となるフランチャイズチーム対抗戦によるeスポーツ大会「第1回eスポーツJAPAN CUP」を開催。2012年9月時点で第3回大会まで開催されている。
- 2012年
  - 9月 - 東京ゲームショウにて、「Asia e-sports Cup」と「Cyber Games Asia」が開催。
    - 「Asia e-Sports Cup」では『カウンターストライク1.6』と『スタークラフト2』を競技タイトルとして開催。『カウンターストライク1.6』では、日本、インド、シンガポール、マレーシアの各国の予選を勝ち抜いた代表チームが決勝戦を行い、日本のプロチーム「myRevenge」が優勝した。『スタークラフト2』では、日本、インド、ベトナム、タイ、マレーシア、シンガポール、インドネシア、フィリピン、ニュージーランド、台湾、オーストラリアの各国の予選を勝ち抜いた代表選手が決勝戦を行い、台湾のプロゲーマーGamaniaSenが優勝した。
    - 「Cyber Games Asia」では『サドンアタック』、『ぷよぷよ』、『FIFA 12』を競技タイトルとして開催。『サドンアタック』では日韓エキシビジョンマッチ2012[175]として日韓戦を行った。対戦結果は日本が1勝したのに対し、韓国が7勝を収めた[176]。

  - 12月 - レッドブルがRed Bull 5Gを開催している。競技タイトルは『バトルフィールド3』、『グランツーリスモ5』、『FIFA 12』、『ストリートファイター X 鉄拳』、『ぷよぷよ』。
- 2013年2月 - CyACが「CyAC PRO」を開催。第1回目は競技タイトルとしてPS3版『コール オブ デューティ ブラックオプス2』を採用したオフライン大会を開催した。
- 2014年2月 - 株式会社SANKOが日本初の『League of Legends』国内トップチームによるリーグ「League of Legends Japan League (LJL)」を開始。9月に行われた決勝戦は、東京ゲームショウ2014・ロジクールブースにて開催された。賞金総額は100万円。
- 2015年
  - 1月 - LJL 2015が開幕。賞金総額が200万円に増加したほか、3月末まで行われるSeason 1優勝者には「International Wild Card Invitational (IWCI)」の日本代表チームとして出場する権利が与えられる。
  - 6月 - 第1回e-sports甲子園-League of Legends-が開催された[177]。
  - 8月 - 第2回e-sports甲子園-League of Legends-が開催[178][179]。
- 2018年から、全国高校eスポーツ選手権が開催される。
- 2019年
  - 9月28日から10月8日まで開催される第74回の茨城国体の文化プログラムの特別競技として行う。
  - 10月26日から27日まで開催された第46回東京モーターショーにてFIA グランツーリスモ チャンピオンシップ 2019 東京大会がサテライトイベントとして開催された[180]。
- 2022年6月よりBEMANI PRO LEAGUE開催。

### 主なプロチーム
日本のeスポーツチームを参照。
4dN.PSYMIN
2005年、『カウンターストライク』のチームとして結成。2005年のCPL夏季大会ではベスト12に入るなど健闘したが、2006年には諸事情により解散している。
myRevenge e.V.
2006年、『カウンターストライク』のチームとして結成。元々は、日本のチーム「UNiTED」として活動を行っていたが、2012年8月にドイツのチームmyRevenge e.V.に所属する形となり、所属後に開催されたAsia e-Sports Cupにて優勝したが、その後は解散している。
DeToNator

2009年9月に『Alliance of Valiant Arms』のチームとして設立。2012年にはPCパーツメーカー株式会社ELSA Japanとスポンサー契約を結んだ。大会成績は2010年から2013年の間に行われた大会に好成績を残している。2015年にマルチゲーミング化。
SunSister
2010年12月に『Alliance of Valiant Arms』のチームとして設立。2018年2月に合同会社SST-GAMESとして法人化。
SCARZ

2012年2月に『バトルフィールド3』のチームとして結成、2015年6月にプロ化して以降、多くの部門数やスポンサー獲得に成功し、DetonatioN GamingやDeToNatorと並び日本最大級のマルチゲーミングチームである。
DetonatioN Gaming

2012年7月に『カウンターストライク』のチームとして結成され、2013年4月には『スタークラフト2』や『League of Legends』、7月には『World of Tanks』、2014年4月には『バトルフィールド4』、『大乱闘スマッシュブラザーズ』などの部門を設立し、日本最大級のマルチゲーミングチームとして著名である。
Rascal Jester

2013年3月に『League of Legends』のチームとして結成。
野良連合

2016年、『レインボーシックス シージ』のチームとして結成された。コンシューマのプロチームであることが最大の特徴。同年JCG主催の大会で優勝し、日本代表チームになると同年8月19日開幕のE-SPORTS FESTIVAL 2016 香港大会で優勝した。さらに、2019年Sixinvitationalではベスト4という快挙を成し遂げた。

#### Rush Gaming
2017年11月、『Call of Duty』を中心として設立されたプロゲーミングチーム。株式会社Wekidsによって運営が行われている。

ZETA DIVISION

2018年1月、『PUBG』のチームとして設立。旧称は「JUPITER」。2021年7月に「ZETA DIVISION」へ名称変更。株式会社GANYMEDEが運営。
Crazy Raccoon

2018年4月、『Fortnite』を中心として結成されたプロゲーミングチーム。株式会社Samurai工房が運営。
CYCLOPS athlete gaming

2018年6月に設立した大阪を活動拠点とするプロゲーミングチーム。旧称は「CYCLOPS OSAKA」、eスポーツコネクト株式会社が運営。
esports team αD

2018年9月、『荒野行動』を中心として設立されたチーム。株式会社アルファディによって運営が行われている。
FENNEL

2019年1月、『荒野行動』のチームとして発足。株式会社Fennnelによって運営が行われている。

その他
上記以外にもPENTAGRAMをはじめとするLeague of Legends Japan League (LJL) に出場しているプロチームなどが存在している。

### 主なeスポーツ団体
日本eスポーツ連合 (JeSU)

日本国内の統括団体は日本eスポーツ協会、e-sports促進機構、日本eスポーツ連盟に分かれていたため日本オリンピック委員会の認可団体になれないといった問題があった。2018年2月には3団体が統合された日本eスポーツ連合 (JeSU) が発足したことで解消された。JeSUでは賞金付きの大会やプロライセンスの創設を目指すとしている。会員にはゲームメーカー関係者が多い。
日本eスポーツリーグ協会 (JeSA)

eスポーツの「プロ野球」Zリーグを開催。
日本esports促進協会 (JEF)

一般財団。中立の立場で、選手第一のため会員にゲームメーカー関係者がいない。副会長は海外での大会運営やeスポーツ事業を手掛ける企業のCEO。
一般社団法人日本野球機構 (NPB)

日本のプロ野球を統括。2018年、eスポーツに参入。「eBASEBALL パワプロ・プロリーグ」「NPB eスポーツシリーズ スプラトゥーン2」を開催。

ウェルプレイド・ライゼスト株式会社
eスポーツ黎明期の2015年創業時以来、eスポーツに関するあらゆるジャンルのイベントや大会の企画・運営、映像制作・配信、プロモーション、キャスティング、施設運営、コンサルティングに加え、eスポーツを活用した地方創生や新規事業創出などを行っている。「We are the GAMING LIFESTYLE Company.」をビジョンに、ゲームが当たり前にある人々の生活様式に寄り添ったソリューション、サービス、プロダクトを提供し続けることで、ゲーム・eスポーツ業界のさらなる発展に寄与することを目指している。
吉本興業株式会社

芸能プロダクション。2018年、eスポーツに参入し、YOSHIMOTO Gamingを立ち上げ。プロチーム運営だけでなくイベントや大会など開催。
株式会社CyberZ

サイバーエージェントの子会社。プレイ動画共有サービス「OPENREC」や大規模eスポーツ大会「RAGE」を運営。
株式会社Cygames

サイバーエージェントの子会社。モバイルゲームや家庭用ゲームソフトを開発。本格スマホカードバトル『Shadowverse』で優勝賞金1億円超の「Shadowverse World Grand Prix」を開催。
ガンホー・オンライン・エンターテイメント株式会社

モバイルゲームや家庭用ゲームソフトを開発。リアルタイムカードバトル『TEPPEN』で世界大会を開催。2019年度賞金総額は5000万円。2020年は毎月100万円のゲーム内月間大会を開催。
特定非営利活動法人国際教育eスポーツ連盟ネットワーク日本本部（NASEF JAPAN）
北米地域を主体として活動する北米教育eスポーツ連盟（NASEF）の東・東南アジアにおける活動を統括する団体として2017年に設立。2022年から特定非営利活動法人として東京都から認証を受けている。eスポーツを活用して学生にSTEAM教育やキャリア教育を届けることを活動趣旨とする。NASEFの国際的なパートナーは26か国に存在し、日本国内では高等学校を中心として500校・キャンパス以上の加盟校を有している。2024年より特定非営利活動法人国際教育eスポーツ連盟ネットワーク日本本部に名称を変更した。
一般社団法人全国高等学校eスポーツ連盟 (JHSEF)

「全国高校eスポーツ選手権」を共催した毎日新聞社とサードウェーブが設立。北米教育eスポーツ連盟(NASEF)と活動連携に向けて基本合意。
NTTe-Sports

NTT東日本・西日本・NTTアド・NTTアーバンソリューションズ・スカパーJSAT・タイトーの6社で共同出資を行ない、eスポーツ分野における新会社「NTTe-Sports」を設立。eスポーツ関連設備の構築・運用、人材教育サポートや動画コンテンツなどの配信サービスの運用、イベントソリューションなどの提供、自治体らと連携した地域活性化事業。アーケード版eスポーツ大会「闘神祭2020 -World Championship of ARCADE-」を共催。
全日本青少年eスポーツ協会/Gameic
(旧：日本学生esports協会/Gameic)国内のeスポーツ協会としては最大規模を誇り、毎年継続的にプロ選手を輩出し、プレイヤー・大会運営者・チームオーナーを一番に考えた取り組みを行っている。 その活動は高く評価されており、2022年度には、東北経済産業局からもSDGｓＸ eスポーツの取り組みで受賞している。2021年度からは、東大阪市と事業連携協定を結び引きこもり対策に乗り出している。
e-Sports Queen League（eQリーグ）
女性芸能人やタレントによるeスポーツ女子リーグプロジェクト。以下のチームがこのリーグへの参加を示している。
- teamSMQ（サンミュージックプロダクション）
- X21（オスカープロモーション）
- Shochiku Sisters（松竹芸能）
- DS☆ゲーム部（ディアステージ）
- 東宝ガールズ（東宝芸能）
- BlueWeeds (blueskywalkers/N-weed)
- ホリッち（ホリプロ）

## eスポーツの問題点

### オリンピックでのeスポーツ問題
五輪業界入りを目指す国際競技連盟は国際eスポーツ連盟 (IeSF) である。IeSFはまだ国際スポーツ連盟機構 (GAISF) にも加盟できていなかったが、2018年7月、『IOC-GAISF eスポーツフォーラム』なるイベントが開催された。2018年、アジア競技大会がインドネシア・ジャカルタで行われ、公開競技としてeスポーツも行われた。こうした動きから「オリンピックにeスポーツを検討か？」などの噂が報じられていた。イベントを見学した国際オリンピック委員会 (IOC) 会長のトーマス・バッハがeスポーツはオリンピックの価値観に矛盾しており現状では受け入れることはできない（「Killer Games」は暴力を助長するから）と発言した。そのため国際カジノ研究所の木曽崇は不採用が確定したと述べた。しかし、一方でバッハは「現状では」といっていた。また木曽崇はオリンピックに採用されない理由としてゲームソフトメーカーの著作権が問題になるからと理由を挙げている。

### 差別的用語・暴言の横行
eスポーツが興隆する以前からゲーマーの間では未熟なプレイヤー、下位のプレイヤーを障害者や同性愛者になぞらえてバカにするスラングが横行していた。また、キャラクターやアイテムをの強さを人権になぞらえて階級付けを行う行為も横行しており特にそれを持っていないプレイヤーや弱いキャラ・アイテムに対して軽々しく「人権がない」と呼ぶことで見下す風潮もある。さらにゲームがネットワーク対戦に対応するにつれ、上記の用語とからめてメッセージや通話機能で敵味方問わず一緒にプレーした相手に「お前このゲームやめろ」や前述の差別的スラングとからめて「お前〇〇だろ？」といった暴言を送る行為も頻発するようになった。
しかし、もともと内輪の文化という状態でこのような風潮を改善する流れがないままeスポーツとして一般化した結果無名の一般人に限らず、いわゆるプロ選手もこのような発言(暴言)を行うことが表面化しやすくなり炎上しチームを巻き込んだ謝罪や退団になることが頻発している。
フリーライターの円為格人は「今では子どもが憧れる職業となったeスポーツのプロゲーマー。そんな子どもたちの模範となる姿を見せられるよう、ゲームの腕を磨く前に、学ばなければいけないことがあるのではないだろうか」と指摘している。

特にeスポーツは団体としては障害者が健常者と対等に戦えるスポーツとして宣伝しているのにその「障害者の希望の星」であるはずのプロゲーマーが障害をネタにした暴言を吐く事は問題視されている。

### 短い選手生命と引退後の生活
eスポーツのゲームは素早い反射神経などが要求されるため一般に選手生命が短いとされる。また、上述の様な差別的スラングの多用や暴言の多さ、炎上時の不適切な対応など、選手は引退後の活動で必要な社会的スキルに乏しいとの見方がある。ただし、既存のスポーツでも選手生命の短い競技がある上引退後の問題もeスポーツ選手固有の問題ではない。

### eスポーツチームへの投資利益なくスポンサー離れ
2017年から2020年はeスポーツがゴールドラッシュ時代であったためスポンサーが増えた。しかし2020年代前半にはeスポーツのスポンサーシップ事業が苦境となっており、その理由が期待した投資利益が得られないためだという。大手PCメーカーは「ビッグチームと結ぶ通常のスポンサーシップ契約の99％は、投資効果がまったくないといっていい。メリットは純粋に露出効果だ」と話す。

### 日本のeスポーツの問題点
世界規模で活況となっている競技タイトルとしては『League of Legends』や『カウンターストライク グローバル・オフェンシブ』といったパーソナルコンピュータ専用のゲーム作品（パソコンゲーム）となっているが、日本ではパソコンゲームよりもコンシューマーゲーム（家庭用ゲーム）が主流となっており、パソコンゲームの市場の小ささに相関してユーザー数も少ないとされ、コンピュータゲームに関する文化の違いによるものとも考えられている。
（この文化には、日本という国は任天堂やソニーなど、コンシューマーゲーム機の本拠地であることも影響している。）
（しかしながら、日本国内のeスポーツ市場も徐々に拡大し、2019年の市場規模は前年比127パーセントの61.2億円という調査結果も出ており、今後も成長が見込まれている。）

#### eスポーツへの関心の低さ
日本はゲームコンテンツが豊富だったにも関わらず、家庭用ゲーム機が普及しすぎてPCゲームの発展が遅れeスポーツに出遅れた。またFPSやRTSの人気が低い。
2018年の7月、マイボイスコムがeスポーツに関するアンケート調査結果を発表した。eスポーツを具体的に知っている、名前は聞いたことがあると回答したのは全体の43.9％となった。一方でeスポーツへの興味について興味がない、あまり興味がないと回答した合計は81.3％だった。
2020年02月、エアトリがeスポーツに関するアンケート調査結果を発表。eスポーツの知名度は全世代で8割超という結果だったが、81.4%の大多数がeスポーツに興味はないと回答した。
日本国内ではeスポーツの選手は競技や職業として認められていない面が強い。eスポーツ自体の歴史が浅いので門戸や育成システム、キャリアルートなどが確立していないのもある上、日本では初期のプロ野球同様にデジタルゲームが大人になって子供の遊びをしている、とみられがちな面もあり立場が不安定であるため、日本でeスポーツ専業で生活するにはまだまだ勝ち続けたり実力をアピールして有名になりスポンサーがついたり有名チームに所属したりするなど、いわゆるフリーで賞金だけで食べていくのはかなり厳しいのが現実である。また人気ゲームで人口が多くないと賞金も少ない。アルバイトなどのかたわら活動する者も多い。少数ではあるが、いわゆるゲーム配信によって生計を立てる者もいる。しかしネットの視聴者に向けてトークするという性質上前述の暴言問題のような失言をしたり、言葉尻を突いて炎上させようというネット住民に目をつけられやすいという問題を抱えている。

#### 競技タイトルのガラパゴス化
世界で人気のeスポーツタイトルの代表格にはPCゲームでユーザー人口が1億人の「League of Legends」、「Dota 2」等のマルチプレイオンラインバトルアリーナ (MOBA)やバトルロイヤルゲームを含めたFPS作品が花形ジャンルで人気が高いが、世界での人気に反してこれらのジャンルは日本ではほとんど人気がなく、プレイヤー人口も少ない。特に「Dota 2」は賞金総額30億円を超えるような大規模な大会が開催される世界的タイトルでありながら、日本ではほぼ無名といってもよい位知名度が低い。
一方日本では対戦格闘ゲームやTGS2019のeスポーツブースでは「パズドラ」が行列になるといった世界とは別のジャンルで人気が出ており特に対戦格闘ゲームで有名プレイヤーの名前が広く知られるほど盛り上がりを見せるが、これらは世界的な人気やプレイヤー人数、イベントの規模でいえば前述のジャンルに比べるとあまり大きくない。

#### 国内法の問題
eスポーツは法的に競技として認められず、いわゆる「遊戯」として扱われていることから法律に抵触してしまい後述の通り高額賞金・世界的な大会を日本で開くことができない。また開催しても賞金獲得に制限が課せられるなどの問題も発生している。

#### 文化的背景
「日本語におけるスポーツ」とは陸上競技、格闘技や球技など「体力や筋力を鍛え、人力を主要とした競技のみ」を指し、その中でもさらに「肉体および精神の鍛錬」の要素も含まれている面も大きい。つまりeスポーツが隆興する前であっても前述の条件に該当しない。例えば、自動車などが主要になるモータースポーツや体を動かさない将棋や囲碁、麻雀などのテーブル上の競技をマインドスポーツと「スポーツ」という語が含まれる呼称は存在するものの、これらは日本では一般的に「スポーツ」には含まない。
よって、日本語でも「eスポーツ」という語自体は定着したものの、文化的にも「デジタルゲーム＝eスポーツは、スポーツではない」という認識は非常に強く、競技性・戦術性を持っていたとしても「単なる娯楽・遊び」とみなされている。つまりデジタルゲームは暇つぶしや付き合い程度の扱いで、デジタルゲームの腕を磨くことは日本において標準的にやることとされる仕事や勉強、そして日本語における「スポーツ」の敵のような扱いもされている。
「ゲーム脳」論や香川県ネット・ゲーム依存症対策条例などゲーム有害論は多く、日本は文化的にもeスポーツが発展しづらい土壌となっている。またeスポーツに中国企業が大規模投資していることから、かつてのテトリス有害論同様に冷戦構造に巻き込まれることもある。

#### 高額報酬をめぐる論争
日本においては法律上の問題（景品表示法、風俗営業法、賭博罪）で賞金制の大会の開催が制限されており、この問題について以下のような提言がある。
日本国内での賞金付き大会に関しては、国際カジノ研究所の所長である木曽崇が法令適用事前確認手続を利用して消費者庁に確認したところ、賞金や賞品が高額の場合は不当景品類及び不当表示防止法に抵触すると指摘を受けており、主催者やゲームデベロッパーなどと利害関係にない第三者がスポンサーとなる、プレイが基本無料で課金要素が結果に影響しないタイトル、などの条件を満たさなければ摘発の可能性がある。
2018年2月19日に梅原大吾が主催した座談会「ゲームと金」や2月21日にAbemaプライムでeスポーツ企画の特集に出演した浜村弘一（日本eスポーツ連合副会長）や高橋名人はプロライセンスの必要性を説いたが木曽から刑法賭博罪であると指摘されている。同イベントで浜村は「プロライセンス制度は消費者庁と何度も議論を重ねた結果」と主張した。しかし、ファミ通2018年3月8日号にてeスポーツの特集記事にてファミ通編集部が景表法の問題について消費者庁へ質問を投げ、同庁表示対策課長の大元慎二も「優れた技術によって観客を魅了する仕事をし、その報酬として賞金を得る場合、その賞金はプロ・アマを問わず、景表法で言う"景品類"には該当しない」と回答し、浜村の発言と食い違いが起きている。

### JeSU（日本eスポーツ連合）の問題点

#### プロライセンス制度の嘘
JeSUは発足当時、プロライセンスを発行して高額賞金の大会を実現したと発言していたが、消費者庁の見解は違っている。消費者庁表示対策課長の大元慎二は「esports大会出場者が優れた技術によって観客を魅了する仕事をし、その報酬として賞金を得る場合、その賞金はプロ・アマを問わず、不当景品類及び不当表示防止法（景品表示法）で言う"景品類"には該当しない」と見解を示しておりプロライセンスがなくても賞金は受け取れ、問題ないとしている。
消費者庁の見解によりJeSUへの加盟しない方法で独自にゲーム大会を開く企業も出てきている。例えば、毎日放送のeスポーツの番組「YUBIWAZA」では「YUBIWAZA CUP」という賞金100万円の大会を開いており参加条件としてJeSU公認プロライセンスを所持していない方と明記をしている。
消費者庁はプロライセンス制度はJeSUから提案を受けた中で「わかりやすいかもしれないね」と軽く返答をしただけで消費者庁からプロライセンス制度を作れと推奨などはしたことはない
。

#### eスポーツにプロライセンス制度は不要
東京ゲームショウでは2019年度JeSU活動報告＆発表会が行われ、ノンアクションレター制度に基づく法令適用事前確認手続きの回答書の結果を発表。その中でプロアマ問わず賞金は貰え「景品表示法および刑法に違反せず」との回答を得たとしているが消費者庁が以前から一貫している回答である。
この発表で以前からJeSUのプロライセンス制度の説明は嘘であると指摘していた国際カジノ研究所の木曽崇氏はJeSUは自ら「プロ制度は不要」と証明してしまったと発言している。

#### プロライセンス制度の規約問題
JeSUのプロライセンスはJeSU公認のゲーム大会で好成績を収めるなどした場合に与えられる。しかしこのプロライセンスを持った場合、賞金付きの非公認大会に出る（風俗営業等の規制及び業務の適正化等に関する法律（風営法）を無視して、ゲームセンターやネットカフェが店舗主催から賞金を出す大会）と処分されると規約に書いてあり物議をかもしている。国際カジノ研究所所長である木曽崇はネットカフェは適正に運営が行われている限りにおいて原則的に風営法適用「外」の業種であるのでゲーム大会を開き、賞金や商品を提供することは風営法違反にならないのでJeSUは風営法も理解してないと批判している。
カプコンアメリカ主催のアメリカで行われた「ストリートファイターV アーケードエディション」の公式世界大会「カプコンカップ2018」においてプロゲーマーのももち選手が7位になり賞金が50万円もらえる予定ではあった。しかし「カプコンカップ」がいつのまにかJeSU公認大会となっており、ももち選手はJeSUのライセンスを持っておらず（JeSUのプロライセンス制度に反対の立場から）アメリカで行われたカプコンアメリカが主催の大会であるのになぜか賞金がそのまま貰えず10万円に減額された。これまでのカプコンカップはアメリカで行われ、JeSUは関係なかったため賞金をそのまま貰えており、今回の対応に対してJeSUやカプコンに批判が起きている。こうした騒動からEVO JAPANでも減額されるのでは？と心配の声が寄せられたが優勝賞金150万円をそのまま獲得している。
TGS2019で優勝賞金500万円「パズドラ」最強決定戦が行われ中学生である「ゆわ」選手が優勝した。ゆわはJeSUの「ジャパン・eスポーツ・ジュニアライセンス」を持っているがJeSUの規定により準プロ扱いとされたためトロフィーと副賞の商品のみで賞金は渡されなかった。JeSUは年齢が低くても大会賞金を得ることに問題はない、大会運営者に委ねるというスタンスをといっている。強制力のある規定ではない。ゲームジャーナリストの野安ゆきお氏によれば他のリアルスポーツや将棋や囲碁でも中学生のプロアスリートが存在しているので中学生のプロゲーマーが存在して賞金を獲得することに問題はないはずで、中学生でも賞金を得られるルールにしておくべきだったのでは？ という指摘は免れないと語っている。

#### JeSUは世界的に存在しない形のeスポーツ団体
JeSUは数多くのゲームメーカーやCESAの関係者が会員にいるが、一般財団法人日本esports促進協会 (JEF) の青木氏は、「世界中で人気を集めているeスポーツのゲームのディベロッパーが、国のeスポーツ協会の中に加盟することは、海外ではまずない。JeSUのような運営体制を持つeスポーツ団体は基本的には海外には存在しない」と指摘している。

## 関連アニメ・マンガ・小説
- アニメ・マンガ・小説（題材作品）
  - GoodGame
  - ゲームセンターあらし - TVゲーム黎明期に既にeスポーツの概念を先取りしていた作品。
  - バトル・アリーナ
  - 僕らの雨いろプロトコル
  - PLAY! ～勝つとか負けるとかは、どーでもて～